# Sensenwerk

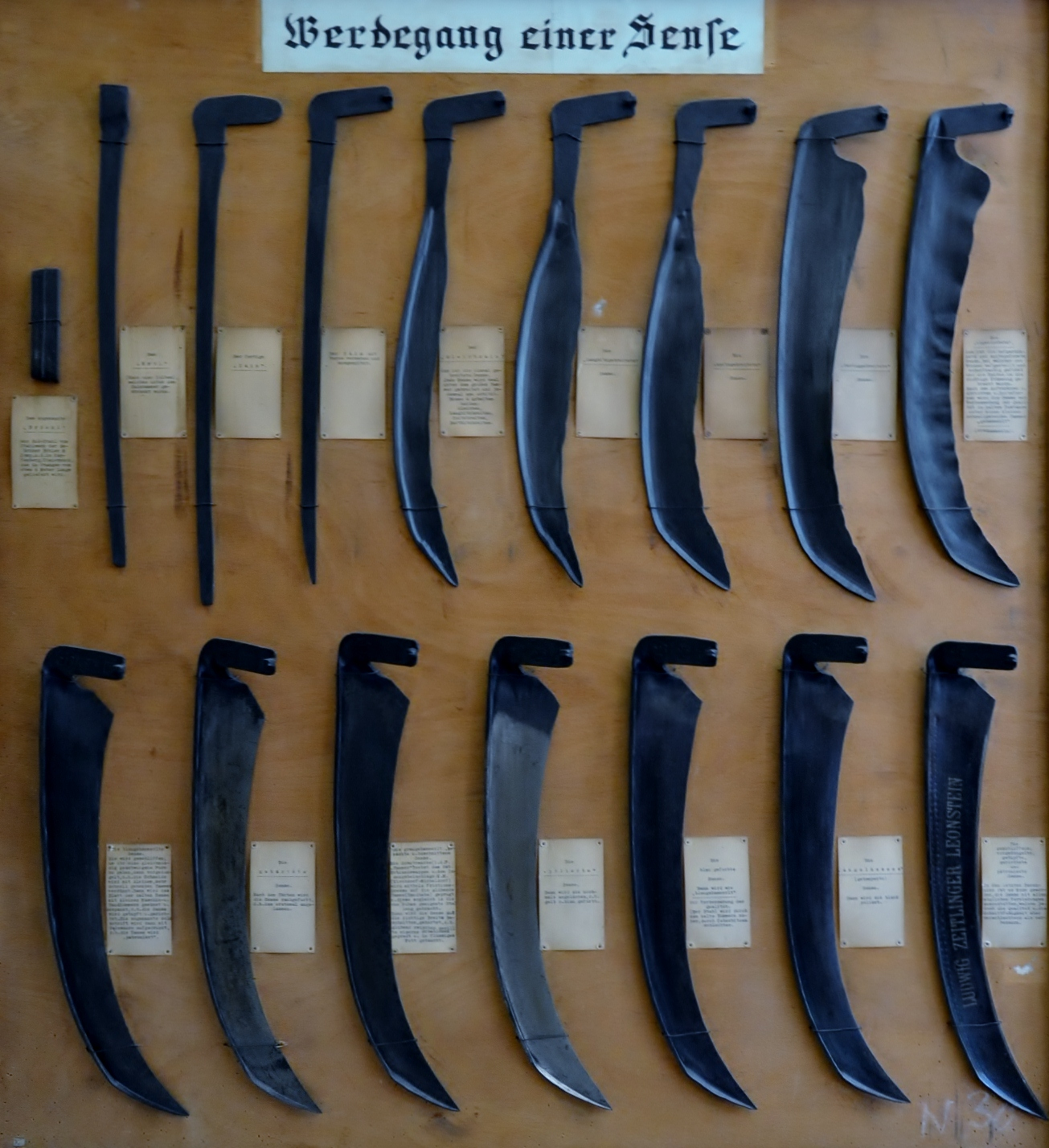
Der Werdegang einer Sense, wie er im Sensenwerk durchgeführt wird. Diese Wandtafel ist im Museum der Stadt Steyr, neben Weiteren ausgestellt

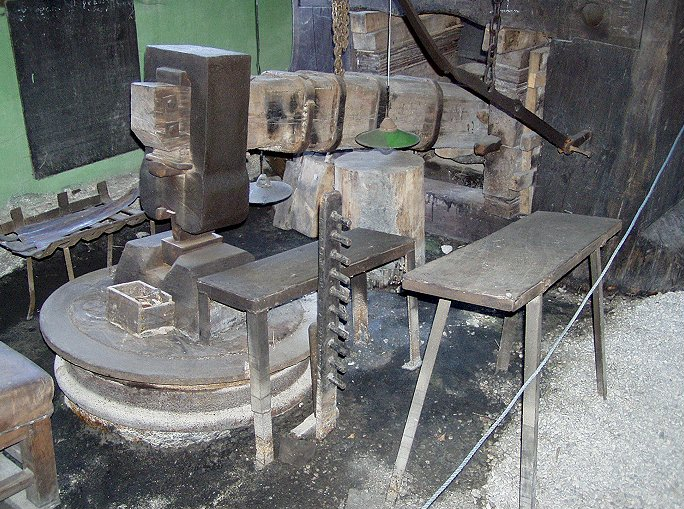
Wasserbetriebener Schwanzhammer zum Breiten der Sensen im Sensenmuseum Geyerhammer

Ein Sensenwerk (auch Sensenschmiede oder Sensenhammer) ist eine Industrieanlage, in der Sensen, Sicheln und schwere Messer produziert werden.

## Geschichte
Sensenwerke sind eine Sonderform der Hammerschmiede und in Europa seit dem Hochmittelalter mit der Entwicklung des Mühlenwesens entstanden. Frühindustrielle, halbmanuelle Sensenhämmer waren bis in die Blütezeit im 19. Jahrhundert und in die erste Hälfte des 20. Jahrhunderts verbreitet, der Rückgang des Einsatzes von Sensen und Sicheln führte nach und nach zu einem Aussterben der Sensenhämmer.
Sensen waren eines der bekanntesten und bedeutendsten Exportprodukte des alten Österreichs und wurden weltweit ausgeliefert. Gab es im heutigen Österreich 1850 noch 125 Sensenwerke, so setzte im späten 19. Jahrhundert ein Konzentrationsprozess ein, der gemeinsam mit der in den 1950er Jahren einsetzenden Mechanisierung der Landwirtschaft dazu führte, dass in Österreich heute nur noch zwei Werke Sensen schmieden.

## Verfahren
Dabei wurde der Antrieb (Wasserrad, seltener Wind- und Schiffsmühlen) für den Betrieb eines großen Schmiedehammers verwendet. Sensenwerke waren deshalb großteils in der Regel entlang kleinerer Flussläufe angesiedelt, wo die Antriebskraft des fließenden Wassers über Wasserräder auf die Produktionsmaschinen übertragen wurde.
Die Übertragung der Antriebskraft vom Wasserrad auf Fallhämmer erfolgte über einfache Mechaniken, später über Schwungräder und Transmissionsriemen. Das Schwungrad in der Fabrikationshalle wurde vom außen parallel angebrachten Wasserrad angetrieben. Über verschiedene Transmissionsriemen wurde die Drehzahl der nachfolgenden Wellen erhöht, so dass schließlich die wuchtigen Fallhämmer mit hohem Arbeitstempo auf die Werkstücke herabsausten. Der daraus entstehende Lärm in den Fabrikationshallen war beträchtlich. Erst im frühen 20. Jahrhundert, schon im Niedergang des Sensengewerks, kamen elektrisch-hydraulische Schmiedehämmer auf.
Um eine hohe Schneidefähigkeit der Sensen zu erreichen, wurden sie aus Stahl produziert, und schon bald in Lagentechnik aus einem Klingenstahl und einem weichen Eisen ausgeschmiedet, analog der Technik der Schwertschmiede. Daher wurde in vielen Sensenwerken auch Klingenwaffen produziert. Um die Rohlinge für die Produktion der Sensen so weit zu erhitzen, dass das Material genügend weich und verformbar war, benutzte man Schmiedefeuer aus Holzkohle.
Neben ausreichender und gleichmäßiger Wassermenge (siehe Ache) und nötiger Wehrhöhe für die nötige Kraft sind die typischen Sensenwerks-Regionen – aufgrund des enormen Bedarfs an Kohle oder Holzkohle – in der Umgebung der Kohlereviere oder in waldreichen Gebieten angesiedelt, und natürlich vorzugsweise in der Nähe guter Eisenvorkommen.